# Yoshiaki Satō
Yoshiaki Satō (jap. 佐藤 慶明, Satō Yoshiaki; * 19. Juni 1969 in der Präfektur Osaka) ist ein ehemaliger japanischer Fußballspieler.

## Nationalmannschaft
1994 debütierte Satō für die japanische Fußballnationalmannschaft.